# تفجيرات العراق 4 كانون الأول 2013
4 ديسمبر 2013: ضربت سلسلة من الهجمات المنسقة وسط وشمال العراق، وكان أكبر هجوم حدث في مبنى حكومي ومركز للتسوق مجاور للمبنى حكومي في كركوك. قتل أكثر من 30 شخصا في هجمات في ذلك اليوم، في حين أصيب 106 على الأقل.

## تفجيرات كركوك
بدأ الهجوم في كركوك عندما صدم أنتحاري سيارته المحملة بالمتفجرات البوابة الرئيسية لمبنى الاستخبارات في الشرطة المحلية. وفتح حراس المبنى النار على مهاجم آخر عند نفس المدخل، ولكنه تمكن من تفجير حزامه الناسف، ثم بدأ تبادل لإطلاق النار مع مجموعة من ستة مسلحين. وبعد أن تم صدهم من قبل قوات الأمن، اقتحم المهاجمين مول جواهر القريب من مبنى الاستخبارات وأخذوا ما بين 10 و20 شخصا كرهائن وكان بعض المسلحين يرتدون سترات ناسفة، ثم شرع بعض المتشددين إلى سطح المول، وفتحوا النار على القوات العراقية المتمركزة في الخارج ودارت معركة كبيرة بينهم. تمكنت السلطات الإفراج عن 11 من الرهائن وقتل جميع المهاجمين لإنهاء الحصار. حدثت عدة انفجارات أثناء محاولة استعادة السيطرة على المبنى، وشب جريق كبير في المكان كله ادى إلى تدمير المول بالكامل. أعلنت الشرطة المحلية في وقت لاحق أن 11 شخصا قتلوا في الهجوم، جنبا إلى جنب مع 8 من المهاجمين، في حين أن 54 من أفراد الأمن و52 مدنيا أصيبوا بجروح في المجموع.

## تفجيرات المدن الأخرى
وفي نفس اليوم حدثت عدة هجمات أخرى في جميع أنحاء العراق، بما في ذلك تفجير اخر في كركوك أسفر عن اصابة 4 مدنيين. وهاجم مسلحون نقطة تفتيش في الحمدانية، مما أسفر عن مقتل 3 من رجال الشرطة وإصابة 4 آخرين. وفي الفلوجة، قتل ضابط شرطة واصيب آخر في إطلاق نار، في حين قتلت قوات الأمن أحد قادة المتشددين مع مساعد له. وفي عمليات إطلاق نار أخرى، قتل مدنيان في الرمادي، وقتل أيضا قائد سابق قي الشرطة في الشرقاط.
في العاصمة بغداد، قتل مسلحون المدير الطبي بالقرب من مستشفى اليرموك. وأطلقت قوات الشرطة عملية عسكرية وقتلت مجموعة من المتشددين المشتبه بهم في تفجير قنبلة في السيدية. وفي الموصل، قتل رجل واصيب شقيقه بجروح في إطلاق نار، في حين انفجرت عبوة ناسفة ووقع هجوم بقنبلة يدوية في مكان آخر أدئ إلى سقوط 3 من رجال الشرطة و2 من المدنيين. وفي هجومين منفصلين بعبوات ناسفة قرب حديثة والقائم، قتل 2 جنود عراقيين وجرح 6 آخرين. تفجيرات في المقدادية ويثرب قتلت مدنيا وجرحت 6 آخرين.